# James Bradley
James Bradley (1693-1762) là nhà thiên văn học người Anh. Ông trở thành nhà thiên văn học Hoàng gia Anh từ năm 1742 đến cuối đời.
Ông là nhà thiên văn đã phát hiện ra hiện tượng tinh sai do chuyển động của Trái Đất và tính hữu hạn của vận tốc ánh sáng. Đồng thời, Bradley còn phát hiện được hiện tượng chương động (sự lắc của trục quay Trái Đất với chu kỳ 18,6 năm đồng bộ với hiện tượng quay đảo của quỹ đạo Mặt Trăng). Ông còn có một phát hiện rất quan trọng, đó là phát hiện ra sự quang sai của ánh sáng vào năm 1727. Nhờ hiện tượng này, James Bradley đã đo được vận tốc ánh sáng là 310000km/s. 2634 James Bradley là tiểu hành tinh được đặt theo tên ông.